# 真明寺 (小金井市)
真明寺（しんみょうじ）は、東京都小金井市にある真言宗豊山派の寺院。

## 歴史
創建年代は不明である。ただ1569年（永禄12年）に阿闍梨海宥によって中興されたことから、室町時代後期までには既に存在していたものと推測される。その後の1678年（延宝6年）に、尊祐法師によって現在地に移転した。府中市の妙光院の末寺である。
隣の貫井神社の旧別当寺であった。

## 交通アクセス
- 国分寺駅より徒歩17分。